# 에스토니아 민족 자각 시대

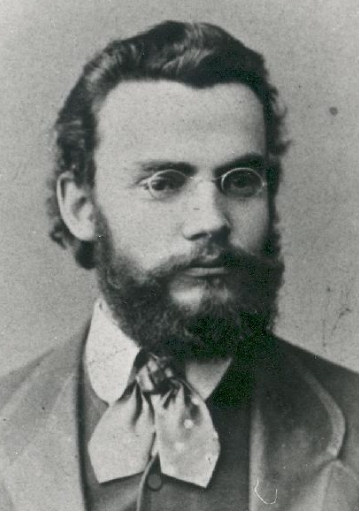
카를 로베르트 야콥슨

에스토니아의 자각 시대(에스토니아어: Ärkamisaeg)는 에스토니아인들이 스스로를 자결권을 누릴 자격이 존재하는 민족으로서 자각하기 시작한 시대를 말한다. 1850년대에 이르러 에스토니아 평민들에게 더 큰 자치권이 부여되면서 시작되었으며, 1918년 마침내 자주국가인 에스토니아 공화국이 선포되면서 끝이 났다. 이 자각시대라는 용어는 소련 말기였던 1987년~1988년 에스토니아인들의 주권회복운동이 시작되던 시기에도 간혹 적용되어 쓰인다.

## 역사

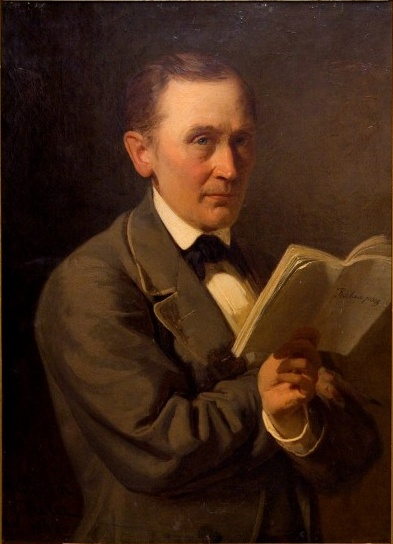
칼레비포엑을 읽고 있는 프리드리히 라인홀트 크로이츠발트. 요한 쾰러 작품.

에스토니아의 민족의식은 19세기 들어 확산되었지만, 그런 각성이 이뤄지기 앞서 교육받은 중산층을 중심으로 민족 의식이 어느 정도 발달했다는 시각이 존재한다. 18세기에 접어들면서부터는 당시 러시아 제국의 에스토니아현과 리보니아현에 거주하는 에스토니아인들 사이에서 스스로를 '에스토니아인' (Eestlane)이라 칭하고, '동포의식' (Maarahvas)이 퍼져나가기 시작하였다.
에스토니아어 성경은 1739년 처음으로 번역되었으며, 에스토니아어 문헌과 책자 발행도 1750년대 18건에서 1790년대 54건으로 크게 증가하였다. 18세기 말부터는 성인 소작농의 절반 이상이 글을 읽을 수 있었다고 전해진다. 1820년대부터는 대학교육을 거친 지식인 가운데서 프리드리히 로베르트 파엘만, 크리스티얀 야크 페테르손, 프리드리히 라인홀트 크로이츠발트 등 스스로를 에스토니아인이라 부르는 인물들이 두각을 드러내기 시작했다.
13세기 초 독일계 국가의 정복 이래 에스토니아 지역의 지배층은 발트 독일인이었으며, 독일어와 독일 문화를 지니고 있었다. 역시 독일계였지만 에스토니아 민족문화 애호가였던 가리브 메르켈 (1769~1850)은 에스토니아인을 다른 민족과 동등한 민족으로 바라본 최초의 작가였다. 그가 쓴 작품은 발트 독일인 문화권에 기반을 두어, 에스토니아 민족운동의 영감을 불러일으키는 원천이 되었다. 그러나 19세기 중반에 이르러서 에스토니아인들은 카를 로베르트 야콥손, 야코브 허르트, 요한 볼데마르 얀센 등의 지도자와 더불어, 민족국가를 향한 정치적 요구에 좀 더 야망을 갖게 되었고, 핀인들의 페노마니아라는 국민운동의 성공 모델, 더 나아가서는 이웃국가 젊은 라트비아 민족운동 등의 사례에 귀기울이기 시작하였다.
1862년에는 민족서사시 《칼레비포엑》 (Kalevipoeg)가 출간되고, 1869년에는 최초의 에스토니아 가요축제가 개최되는 등 에스토니아 문화의 재발굴에 있어 중대한 성과를 거두게 되었다. 하지만 이 시점까지만 하더라도 구체적인 민족 자각은 이뤄지지 않았다. 1860년대 말까지 에스토니아인들은 독일계 문화·정치적 헤게모니와 어울리려 하지 않았으며, 러시아 제국의 지배에 대한 시각도 긍정적이었다. 이는 1880년대 들어 러시아 제국에 의해 시작된 러시아화 움직임과 더불어 사라지게 되었으며, 에스토니아 민족주의는 더 큰 자치를 요구하는 지식인들과 더불어 훨씬 더 정치색을 띄게 되었다.
1881년 에스토니아 17회는 카를 로베르트 야콥손의 저작에서 영감을 받아 작성한 각서를 통해 러시아 황제 알렉산드르 3세에게 자치기관인 젬스트보의 설치를 요구하고, 에스토니아인과 발트 독일인의 동등한 대변과 에스토니아인 지역의 행정통합을 요구하였다. 이어 1891년에는 에스토니아 최초의 일간지인 《포스티메스》 (Postimees)가 발행되기 시작하였다. 이는 에스토니아인들의 교육에도 깊은 영향을 미쳐, 1897년 인구조사에서 에스토니아인들은 러시아 제국 내에서 핀란드 대공국 다음으로 가장 높은 식자율을 보였다. 10세 이상 연령의 발트 지역 에스토니아어 화자 주민들 중 96.1%가 글을 읽고 쓸 줄 알았다는 결과였다. 또한 에스토니아 지역 내 각 도시들도 빠르게 에스토니아화되어, 1897년에는 에스토니아 내 전체 도시 인구의 3분의 2가 에스토니아인으로 조사됐다.
1905년 러시아 혁명이 에스토니아를 휩쓸자 에스토니아인들은 언론의 자유, 집회의 자유, 보편적인 선거권, 민족자치권을 요구하였다. 이러한 에스토니아인들의 요구는 미미한 결과로 이어지고 말았지만, 혁명 후 1905년부터 1917년까지의 안정기 동안 에스토니아인들의 건국을 향한 열망은 높아져 갔다. 1917년 러시아 2월 혁명이 일어나자 에스토니아는 처음으로 에스토니아 자치정부라는 단일 행정권역으로 통합되었다. 이어진 10월 혁명에서 볼셰비키가 집권하고, 독일 제국이 소비에트 러시아를 침공한 사이 에스토니아는 1918년 2월 24일 독립을 선언하였다.

## 같이 보기
- 에스토필리아 - 에스토니아 민족자각시대의 원천이 된 발트 독일인의 민족운동.
- 핀란드 민족주의

## 관련 문헌
- Petersoo, Pille (2007). Reconsidering otherness: Constructing Estonian identity. Nations and Nationalism 13.1, 117–133.
- Raun, Toivo U. (2003). Nineteenth- and early twentieth-century Estonian nationalism revisited. Nations and Nationalism 9.1, 129–147.
- Raun, Toivo U. (1986). The Latvian and Estonian national movements, 1860–1914. The Slavonic and East European Review 64.1, 66–80.
- Piirimäe, Helmut. Historical heritage: the relations between Estonia and her Nordic neighbors. In M. Lauristin et al. (eds.), Return to the Western world: Cultural and political perspectives on the Estonian post-communist transition. Tartu: Tartu University Press, 1997. ISBN 9985-56-257-7
- Nodel, Emanuel. Estonia: Nation on the Anvil. N.Y.: Bookman Associates, 1963.
- Raun, Toivo U. Estonia and the Estonians. 2nd ed. Stanford, CA: Hoover Institution Press, 1991. ISBN 0-8179-9131-X